# Noemi Ivelj
Noemi Ivelj (1 november 2006) is een voetbalspeelster uit Zwitserland. Ze speelt als verdediger en middenvelder voor Eintracht Frankfurt in de Bundesliga.

## Clubcarrière
Ivelj begon haar carrière bij FC Dietikon waar ze tot 2017 actief was. Ook was ze een periode actief bij SC YF Juventus Zürich. In 2017 werd ze onderdeel van de jeugdopleiding van Grasshopper Club Zürich. Aldaar doorliep ze meerdere jeugdelftallen alvorens ze voor het eerst werd opgenomen in de selectie van de hoofdmacht. Tegelijkertijd maakte ze onderdeel uit van de voetbalacademie van de Zwitserse voetbalbond van 2019 tor 2022.
Op 27 augustus 2022 maakte Ivelj haar debuut in de Super League. Aan het einde van 2022 kwam ze nog twee keer in actie voor het eerste elftal van Grasshoppers. In de winterstop van het seizoen 2022/23 maakte Ivelj de definitieve overstap naar het eerste elftal. In de tweede seizoenshelft kwam ze in acht Playoff-wedstrijden en twee bekerwedstrijden in actie. Ivelj speelde voornamelijk op het middenveld, maar kan ook in de verdediging uit de voeten.
Op 17 juni 2025 maakte Duitse Bundesligaclub Eintracht Frankfurt de komst van Ivelj wereldkundig. Ze tekende een contract tot 30 juni 2028 in Frankfurt am Main.

## Statistieken
| Seizoen | Club                    | Land        | Competitie   | Wedstrijden | Doelpunten |
| ------- | ----------------------- | ----------- | ------------ | ----------- | ---------- |
| 2022/23 | Grasshopper Club Zürich | Zwitserland | Super League | 11          | 0          |
| 2023/24 | Grasshopper Club Zürich | Zwitserland | Super League | 18          | 1          |
| 2024/25 | Grasshopper Club Zürich | Zwitserland | Super League | 20          | 1          |
| 2025/26 | Eintracht Frankfurt     | Duitsland   | Bundesliga   | 0           | 0          |
| Totaal  | Totaal                  | Totaal      | Totaal       | 49          | 2          |

Laatste update: 18 juni 2025

## Interlandcarrière
Ivelj werd in september 2023 voor het eerst opgeroepen voor het Zwitserse nationale team. Op 26 september 2023 maakte ze haar debuut door minuten te maken in een Nations League wedstrijd tegen Spanje. De laatste minuten speelde ze als verdediger. In oktober 2023 en de interlandperiodes daarna wers Ivelj opnieuw geselecteerd.